# 月形半平太 (1952年の映画)

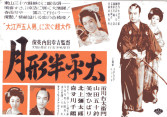
1952年

『月形半平太』（つきがたはんぺいた）は、1952年5月29日に公開された日本映画。製作は松竹京都撮影所。モノクロ、スタンダード。上映時間は102分。
『月形半平太』を象徴する「春雨じゃ、濡れて行こう」というセリフは、もとの行友李風の台本（『行友李風戯曲集』所収「維新情史 月形半平太」）では序幕「真葛ヶ原の春雨」で月形と梅松が会話を交わす部分であるが、本作では月形と祇園の舞妓・雛菊（原作の歌菊に相当する役柄。演：美空ひばり）の会話に置き換えられている。

## スタッフ
- 監督：内出好吉
- 製作：小倉浩一郎、市川哲夫
- 原作：行友李風
- 脚本：永江勇、鈴木兵吾
- 音楽：万城目正、吉沢博
- 撮影：片岡清

## キャスト
- 月形半平太：市川右太衛門
- 芸妓染八：山田五十鈴
- 舞妓雛菊：美空ひばり
- 芸妓梅松：喜多川千鶴
- 早瀬辰馬：北上弥太朗 (八代目嵐吉三郎)
- 藤岡九十郎：夏川大二郎
- 坂本龍馬：戸上城太郎
- 岡崎幸蔵：永田光男
- 小見山治左衛門：山路義人
- 奥平文之助：海江田譲二
- 桂小五郎：大木実